# 돈 텔 맘
《돈 텔 맘》(영어: Don't Tell Mom the Babysitter's Dead)은 1991년 개봉한 미국의 성장물 블랙 코미디 영화이다. 스티븐 헤릭이 연출하고, 크리스티나 애플게이트, 조애나 캐시디, 키스 쿠건, 존 게츠, 조시 찰스 등이 출연하였다.
개봉 당시 평단으로부터 대체로 부정 평가를 받았으나 이후 열혈 지지층이 형성되었고 오늘날 고전 컬트 영화로 여겨지고 있다.
2024년 4월 12일 동명의 리메이크작이 개봉하였다. 본 영화에 나온 조애나 캐시디, 키스 쿠건, 대니엘 해리스가 카메오 출연을 하였다.

## 줄거리
로스앤젤레스. 이혼한 크랜덜 부인은 고등학교 졸업생 17살 "스웰"을 포함한 다섯 자녀들을 상주 베이비시터 스터랙 부인에게 맡기고 오스트레일리아로 휴가를 떠난다. 그러나 스터랙 부인은 곧 수면 중에 사망하고 만다.
이를 당국에 알리면 엄마가 돌아와 자유 시간이 끝나게 될 거란 생각에 아이들은 가방에 담은 시체를 "멋진 노부인이 안에 계세요, 자연사"라고 쓴 종이와 함께 인근 장례식장 문 앞에 남긴다.
그러나 아이들은 엄마가 맡긴 용돈이 스터랙 부인 시체에 있었다는 사실을 뒤늦게 알게 되고, 스웰은 할 수 없이 패스트푸드점에서 일하기 시작한다. 스웰은 동료 브라이언과 가까워지나 매니저 때문에 그만 둔다.
스웰은 배서 칼리지를 졸업한 패션 디자이너로 이력서를 위조해 제너럴 어패럴 웨스트(GAW)에 비서로 채용된다. 브라이언의 누나이며 원래 그 자리 내정이었던 접수 담당 캐럴린은 분노한다. 스웰은 생활비를 대기 위해 나중에 급료를 받으면 되돌려놓을 생각으로 사무실 현금을 몰래 가져다 쓰기 시작한다.
스웰은 GAW가 폐업 위기에 처했다는 걸 알고 직접 새 의류를 디자인하기로 한다. 그러나 동생들이 스웰의 지갑에서 회사 돈을 훔쳐 다 써버리는 바람에 패션쇼 연회장을 대여할 회사 자금이 없자 스웰은 집에서 패션쇼를 열기로 하고 동생들이 집을 꾸미고 케이터링을 맡게 한다. 패션쇼에서 캐럴린은 스웰을 채용했던 중역 로즈에게 스웰의 운전면허증 사본을 사기 증거로 제시하지만 로즈는 캐럴린이 단순히 질투한다고 여겨 무시한다. 바이어들은 스웰의 디자인을 호평한다.
그러나 스웰과 다퉜던 브라이언이 화해하려고 찾아왔다가 혼란에 빠진 가운데 엄마까지 일찍 돌아오면서 스웰의 거짓말이 만천하에 드러난다. 스웰 덕에 회사가 기사회생한 점을 고려해 로즈는 스웰을 용서한다. 로즈는 심지어 개인 비서 자리까지 제안하나 스웰은 대학 진학을 위해 거절한다.
스터랙 부인 시체 품에 있던 용돈은 장례식장 직원들이 챙긴다. 스터랙 부인 비석엔 "멋진 노부인이 안에 계세요 자연사"라는 묘비명이 새겨진다.

## 출연
- 크리스티나 애플게이트 - 수 엘런 "스웰" 크랜덜 역
- 키스 쿠건 - 케네스 "케니" 크랜덜, 둘째 역
- 크리스토퍼 페팃 - 잭 크랜덜, 셋째 14살 역
- 대니엘 해리스 - 멀리사 크랜덜, 넷째 12살 역
- 로버트 하이 고먼 - 월터 크랜덜, 막내 11살 역
- 컨체타 토메이 - 크랜덜 부인, 엄마 역
- 조시 찰스 - 브라이언 역
- 제인 브룩 - 캐럴린, 제너럴 어패럴 웨스트(GAW) 접수담당자 역
- 조애나 캐시디 - 로즈 린지, GAW 중역 역
- 존 게츠 - 거스 브랜던, GAW 중역 역
- 데이비드 듀코브니 - 브루스, GAW 재고관리장 역
- 키미 로버트슨 - 캐시 헨더슨, GAW 사무원 역
- 세라 벅스턴 - 테스, 스웰의 친구 역
- 제프 볼로 - 몰, 케니의 친구 역
- 댄 캐스털러네타 - 오프닝 크레디트에서 애니메이션화된 베이비시터 역 (목소리)

## 기타 제작진
- 협력 제작: 캐럴라인 배런, 데이비스 구겐하임
- 배역: 샤론 비알리, 리처드 퍼가노
- 미술: 스티븐 마시
- 의상: 캐럴 램지